# Некрестова, Вера Никитична
Вера Никитична Некрестова (30 сентября 1923 — 28 ноября 2007) — передовик советского сельского хозяйства, доярка Гаровского совхоза Хабаровского района Хабаровского края, Герой Социалистического Труда (1966).

## Биография
Родилась в 1923 году в селе Бобрик, Курской губернии в русской крестьянской семье.
В 1939 году, окончив школу, стала работать в местном колхозе в полеводческой бригаде по выращиванию сахарной свёклы. Всю войну проработала в сельском хозяйстве.
В декабре 1959 года переехала к брату в Хабаровский край. Стала работать дояркой на молочно-товарной ферме Гаровского совхоза.
В период выполнения планов седьмой пятилетки, звено Некрестовой постоянно перевыполняло план по надою молока. Она смогла надоить от каждой коровы 3702 килограмма молока в среднем за год.
Указом Президиума Верховного Совета СССР от 22 марта 1966 года за получение высоких показателей в сельском хозяйстве и рекордные надои молока Вере Никитичне Некрестовой было присвоено звание Героя Социалистического Труда с вручением ордена Ленина и медали «Серп и Молот».
Продолжала трудиться в совхозе, показывала высокие производственные результаты. Последнее время перед уходом на заслуженный отдых работала воспитателем в детском саду.
Избиралась депутатом Хабаровского краевого Совета депутатов. Вырастила троих сыновей.
Проживала в селе Ракитное. Умерла 28 ноября 2007 года.

## Награды
За трудовые успехи была удостоена:
- золотая звезда «Серп и Молот» (22.03.1966)
- орден Ленина (22.03.1966)
- другие медали.